# Cypripedium candidum
Cypripedium candidum (укр. Зозулині черевички білосніжні) — вид багаторічних трав'янистих рослин секції Cypripedium, підрода Cypripedium, роду зозулині черевички (Cypripedium) родини орхідні (Orchidaceae).
Зрідка вирощується як декоративна садова рослина.
Зареєстрований 1 природний гібрид за участю черевичка білого: Cypripedium ×andrewsii Fuller, 1932 = Cypripedium candidum × Cypripedium parviflorum var. pubescens (північно-східні райони Канади та США).

## Ботанічний опис

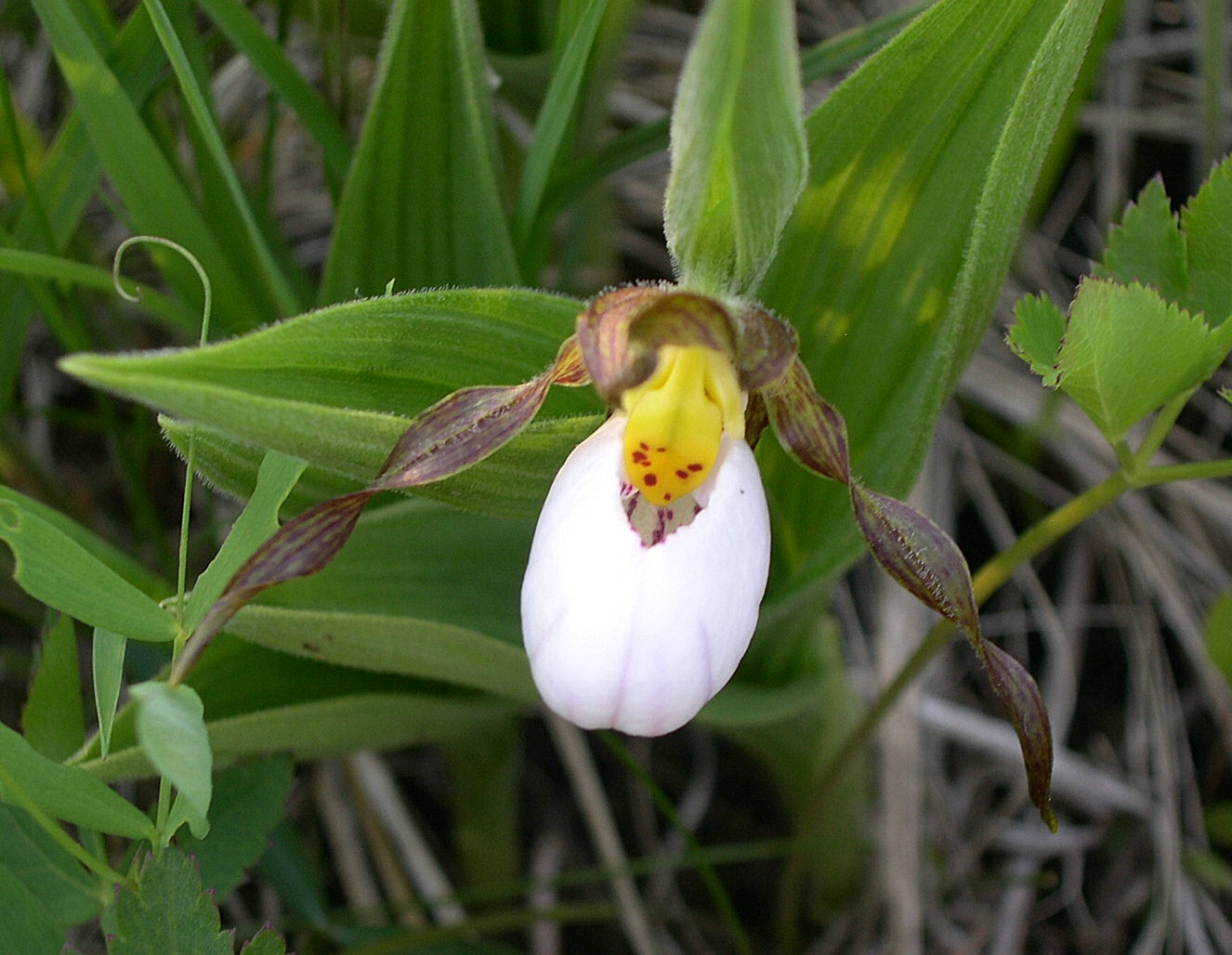
Cypripedium candidum

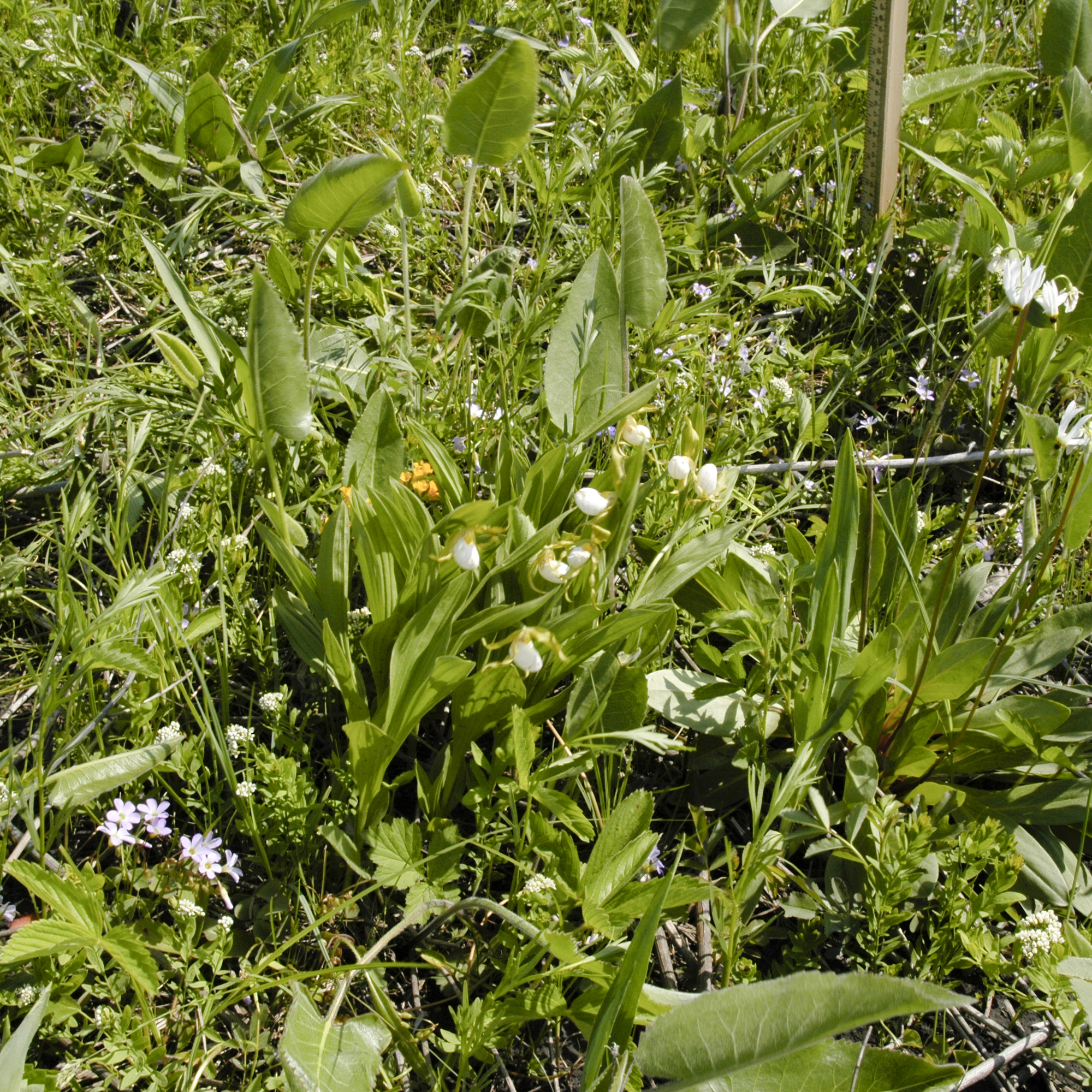
Група Cypripedium candidum

Довгоживучі рослини для досягнення зрілості потрібно 12 і більше років. Максимально можливий вік невідомий, передбачається, що він перевищує 50 років.
Рослини прямостоячі, 10-40 см заввишки. З одного кореневища, що гілкується, утворюється до 50 пагонів.
Листя у кількості 3-4 (рідко 5), розташовані на нижній або середній частині стебла. Листові пластинки від вузько-яйцеподібних до списоподібно-еліптичних та еліптичних, 7-20 × 0,9-5,3 см.
Суцвіття несуть 1 (рідше 2) квітки.
Чашолистки від зеленого до блідо-коричнево-жовтого кольору покриті червоно-коричневим крапом і смужками; вітрило яйцеподібне, на кінці списово-загострене, 15-35 × 7-13 мм; синсепалум 13-35 × 7-15 мм.
Пелюстки такого ж кольору, як чашолистки, від ланцетних до лінійно-ланцетних, розпростерті, спірально-хвилясті, 23-46 × 3-5 мм.
Губа біла, іноді з легким фіолетовим відтінком або плямами, зазвичай зворотнояйцеподібна, 17-27 мм, отвір 10-15 мм у діаметрі.
Стамінодій жовтого кольору.
Насіння дуже дрібне, може переноситися вітром на великі відстані. Схожість насіння потребує ідеальних умов вологості та наявності конкретних видів ґрунтових мікоризних грибів. Як і у всіх наземних орхідей, насіння черевичка білого не містить поживних речовин і при проростанні отримують органічні сполуки з гіф гриба, які проникли під їхню оболонку. Невідомо чи є взаємини з грибами після того, як черевичок відрощує коріння та листя.
Каріотип : 2n = 20.
Цвітіння: квітень-липень.

## Ареал
Північна Америка.
Провінція Онтаріо в Канаді і східна і центральна частини США (Мен, Саскачеван, Алабама, Іллінойс, Індіана, Айова, Кентуккі, Меріленд, Мічиган, Міннесота, Міссурі, Небраска, Нью -Джерсі, Нью-Йорк, Північна Дакота — Пенсильванія, Південна Дакота, Вісконсин.

## Місце проживання, екологія
Зустрічається на висотах від 70 до 700 м над рівнем моря. Вологі прерії, низинні луки, береги вапняних боліт, рідко на відкритих лісистих схилах. Ґрунти переважно вапняні, рідше глинисті.

## У культурі
Поширений та відносно легкий у культурі вид.
Рослини вирощуються у місцях, добре освітлених сонцем.
Ґрунтова суміш лужна на основі суглинку, волога і добре дренована. pH = 7,5-8. Черевик білий зазвичай росте в місцях, які є мокрими лише під час весняного відтавання ґрунту, який швидко стає помірно вологим, а до середини літа сухим. Вирощування за умов надлишкової вологості, зазвичай викликає загибель рослин. Полив слід проводити під листя, оскільки рослини можуть уражатися гниллю листя та стебла. Імітуючи природні умови, поруч із черевичком можна висаджувати невисокі види осок та злаків.
Часто рослини, що реалізуються під назвою Cyp. Candidum є гібридами Cyp. candidum × Cyp. parviflorum.
Зони морозостійкості : 3a-6b, або 4-6.

## Класифікація

### Таксономія
Вид Cypripedium candidum входить до роду зозулині черевички (Cypripedium) родини орхідні (Orchidaceae) порядку холодкоцвіті (Asparagales).